# Reichenbach (Probstzella)
Reichenbach ist ein Ortsteil von Probstzella im Landkreis Saalfeld-Rudolstadt in Thüringen.

## Geografie
Das Dorf liegt östlich der Bundesstraße 85 in einer Westhanglage im Thüringer Schiefergebirge und ist verkehrsmäßig über die Kreisstraße 157 angebunden. Die Hänge sind mit Wald bewachsen und die Gemarkung ist stellenweise kupiert. Der Ort befindet sich in einem Talgrund zwischen dem Kirchberg und dem Eichert bei 320 Meter über NN.

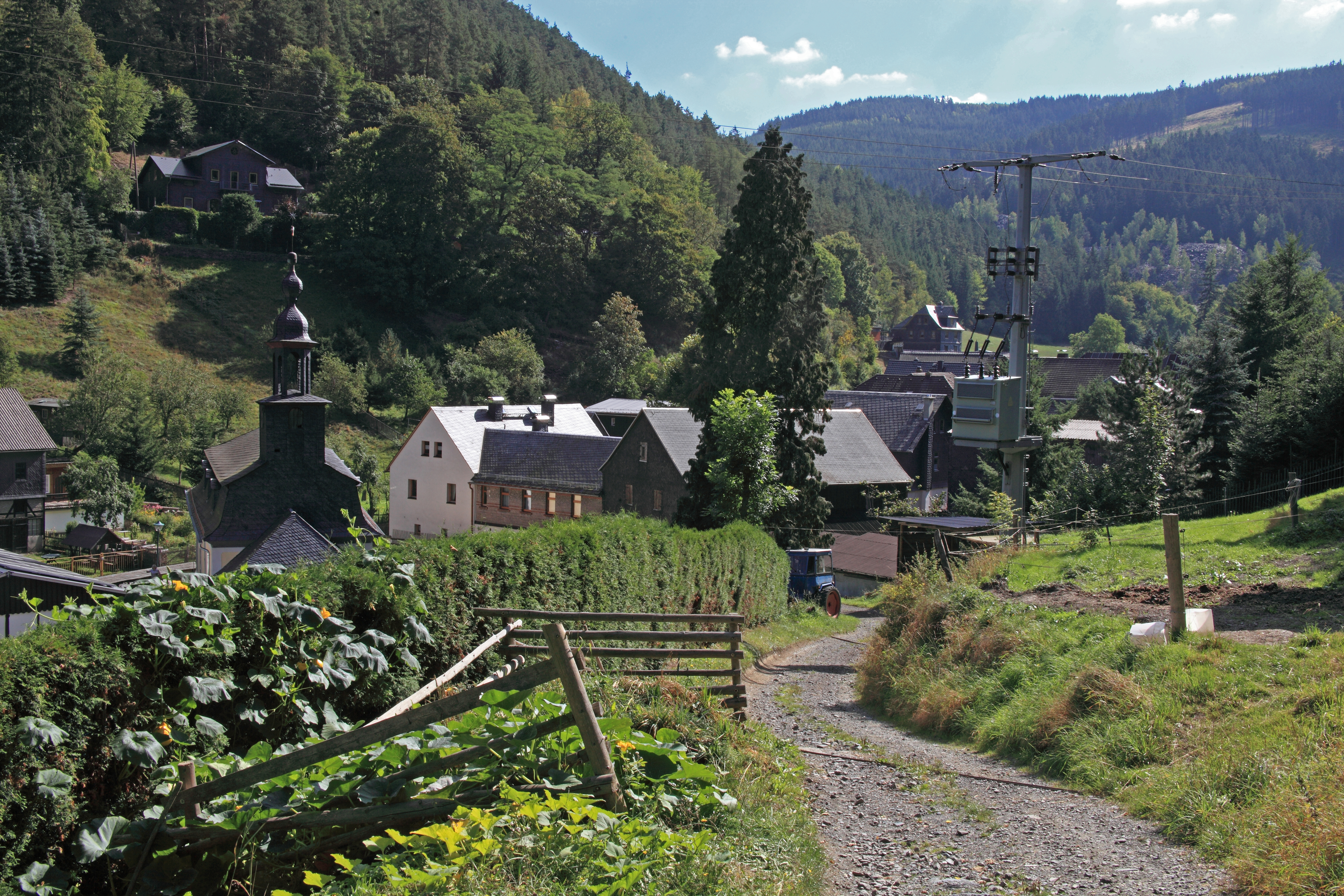
Reichenbach bei Probstzella

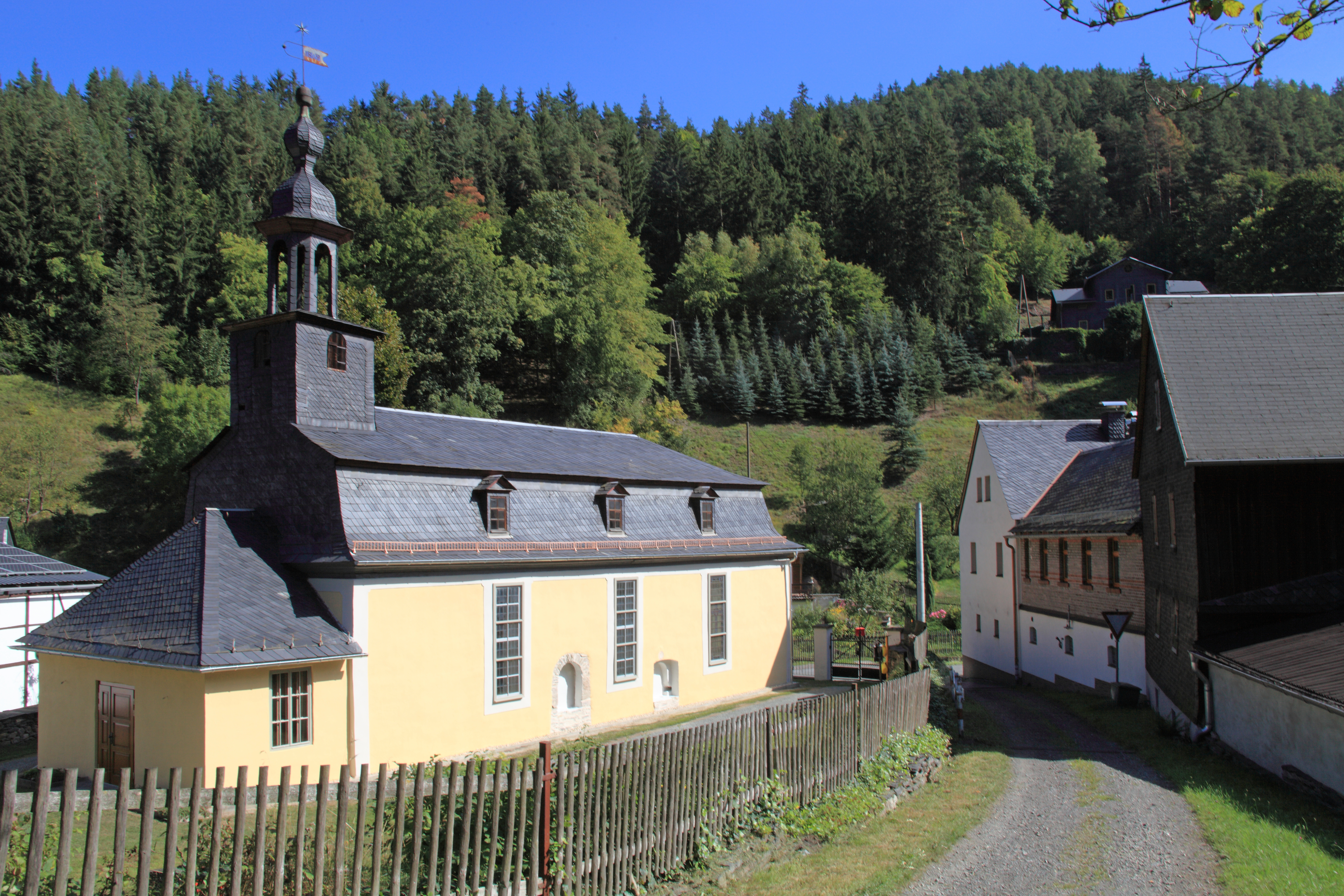
Reichenbach Dorfkirche

## Geschichte
1426  wurde das Dorf erstmals urkundlich erwähnt. Der Name ist vom reichen Bach mit Fisch abgeleitet worden, sagt man. Erst war das Dorf Stiftsdorf der Benediktinerabtei Saalfeld, dann war man dem Amt Gräfenthal angeschlossen. Seit 1599 gehörte der Ort zum Gebiet der sächsischen Herzogtümer. Die Dorfkirche soll auf einer Wallfahrtskapelle aufgebaut worden sein. Im 19. Jahrhundert betrieben die Einwohner Ackerbau und Viehzucht und Imkerei. Schiefertafeln bauten die Dorfbewohner im Winter. Auf den Schieferhalden entstanden Bungalows.